# Phaselia aragona
Phaselia aragona är en fjärilsart som beskrevs av Eugen Wehrli 1941. Phaselia aragona ingår i släktet Phaselia och familjen mätare. Inga underarter finns listade i Catalogue of Life.